# Cserenye
Cserenye (szlovákul Čereňany) község Szlovákiában, a Trencséni kerületben, a Privigyei járásban.

## Fekvése
Privigyétől 20 km-re délnyugatra, a Nyitra bal oldalán.

## Története
A község területe már a népvándorlás idején lakott volt, határában 1928-ban egy a 4.-5. században épített kisméretű vár maradványait tárták fel.
A falu első említése 1329-ből származik „Cherine" néven, Bajmóc várának tartozéka volt. Ekkor épülhetett fel Keselőkő vára is, melynek első említése 1388-ból való. A falu templomát 1440-ben építették. A 15. századtól az elefánti pálosoké, később a Dóczy, Lessenyey, Palugyay családé. 1601-ben uradalmi major és 60 ház állt a településen. 1640-ben birtokosa, Majtényi Pál reneszánsz várkastélyt építtetett ide, melynek későbbi birtokosa a Hunyadi család lett. 1659-ben egy, a felsőelefánti Keresztelő Szent János pálos kolostor tulajdonában álló vízimalom is működött a faluban. Ennek tulajdona 1718-ban már megoszlott a kolostor és a Hunyadi testvérek között. 1715-ben 29 adózója volt, ebből 17 zsellér. 1828-ban 84 házában 583 lakosa élt. A 19. században a kastély birtokosai a Kaltenbach család, később Shemper grófné, majd az I. világháborút megelőzően Vépy Vogronits Ödön voltak. Lakói mezőgazdasággal és bognármesterséggel foglalkoztak.
Vályi András szerint: „CSERENYE. Cserenány. Elegyes lakosú falu Bars Vármegyében, földes Ura Báró Hunyadi Uraság, lakosai katolikusok, fekszik Nyitra Vármegyének szélénél, Király helytöl három, és 1/4. mértföldnyire, határbéli földgye termékeny, erdeje makk termő, fája tűzre, és épűletre elég, erdejéböl holmi szerszámot készítenek lakosai, mind szükségekre, mind pedig keresetre, legelője elegendő, úgy a’ marháknak, mint juhaiknak, és ketskeiknek; szomszéd hellyei Oszlany, és Privigye, holott a’ héti Vásárokon jó módgyok az eladásra, és a’ keresetre. Nagy komlós, és kaposztás kertyeik is vagynak, nem külömben jó gyümöltsöseik, malma helyben, szőlő hegye ugyan nints, de egyéb említett javai e’ fogyatkozását helyre hozván, az első Osztályba tétetett."
Fényes Elek szerint: „Cserenye, (Cserenany), tót falu, Bars most A.-Nyitra vgyében, ut. p. Oszlán mellett: 553 kath., 30 evang. lak. Van sok gabonája, árpája, makkos erdeje, szénája, gyümölcse. Juhot kecskét is tenyészt; s faeszközöket csinál. F. u. többen."
Bars vármegye monográfiája szerint: „Cserenye, a Nyitravölgyben fekvő kisközség, ahol a lakosok legnagyobb része tót, vallásuk római katholikusok és számuk 736. Első irott nyomaira 1408-ban találunk, a mikor János esztergomi érsek az Ilsvay családnak birtokába visszabocsátja. Később azután a Majthényiak és ezek révén a Hunyadyak a földesurai. Majthényi Mihály báró építette 1640 körül a községben álló szép kastélyt, mely később a Hunyadyakra szállott, kiktől gróf Vasquez vásárolta meg, ettől pedig 1866-ban Kaltenbach Manó. Katholikus temploma 1740 körül épült, de akkor még a régi egyház maradványa is fennállott. A templom sírboltjában nyugszik Hantsok Judit, Hunyady András viczepalatinus neje. A mult század elején a községnek már tót nevével is találkozunk Cserenany alakban. A község postája Oszlány, távirója és vasúti állomása Nyitraszeg."
A trianoni diktátumig Bars vármegye Oszlányi járásához tartozott.
A háború után lakói mezőgazdasági munkások voltak. 1920 októberében egy tűzvészben a fél falu leégett. 1930-ban területén szeszfőzde működött.

## Népessége
| Év:            | 1994. | 2004.   | 2014.   | 2024.   |
| -------------- | ----- | ------- | ------- | ------- |
| Emberek száma: | 1697  | 1730    | 1692    | 1742    |
| Eltérés:       |       | +1,94 % | -2,19 % | +2,95 % |

| Év:            | 2023. | 2024.   |
| -------------- | ----- | ------- |
| Emberek száma: | 1730  | 1742    |
| Eltérés:       |       | +0,69 % |

1910-ben 900, túlnyomórészt szlovák anyanyelvű lakosa volt.
2001-ben 1702 lakosából 1676 szlovák volt.
2011-ben 1717 lakosából 1669 szlovák volt.
2021-ben 1754 lakosából 1680 (+5) szlovák, 3 (+2) magyar, (+1) ruszin, 16 (+4) egyéb és 55 ismeretlen nemzetiségű volt.

## Híres személyek
- Itt hunyt el 1946-ban Matej Metod Bella szlovák evangélikus lelkész, ügyvéd, politikus, pozsonyi zsupán

## Nevezetességei
- Szent Mária Magdolna tiszteletére szentelt, római katolikus temploma 1440-ben épült; 1651-ben, 1710-ben és 1876-ban megújították.
- Reneszánsz várkastélyát Majtényi Pál építtette 1640 körül, melyet a 18. század végén barokkizáltak.